# Grotte de Chaves
La grotte de Chaves était un site préhistorique néolithique situé près de la localité de Bastarás (es), dans la commune de Casbas de Huesca, dans la province de Huesca, en Aragon, en Espagne. Le gisement archéologique, considéré comme l'un des plus importants d'Espagne pour la période néolithique avec la grotte de l'Or, près d'Alicante, a été détruit en 2007 par une initiative privée malencontreuse. La grotte de Chaves faisait partie de l'ensemble inscrit au Patrimoine mondial par l'UNESCO en 1998 sous le nom d'Art rupestre du bassin méditerranéen de la péninsule Ibérique.

## Description
La grotte de Chaves contenait sur une surface d'environ 3 300 m2 un gisement archéologique considéré comme l'un des plus importants de la péninsule Ibérique pour la période néolithique. La grotte se trouvait sur une propriété privée appartenant à l'entreprise Fimbas, qui l'exploitait comme terre de chasse.

## Historique
Le site fut découvert au début des années 1970 par l'archéologue Vicente Baldellou Martínez, qui commença une campagne de fouilles en 1975.
En 2007, les archéologues avaient déjà fouillé une zone rectangulaire de 110 m2. Le danger d'effondrement de certaines parties de la voute avait empêché d'étendre les fouilles dans d'autres zones de la grotte. Les fouilles avaient lieu chaque année pendant l'été, avec l'autorisation préalable de la Direction générale du patrimoine culturel de la communauté d'Aragon et l'autorisation de l'entreprise Fimbas.
Bien que la grotte de Chaves n'ait pas été déclarée formellement comme Bien d'intérêt culturel, elle se trouvait dans le périmètre de protection des grottes de Solencio I, II et III, portant des peintures rupestres et déclarées Bien d'intérêt culturel en 2003 par la communauté d'Aragon. La grotte se trouve par ailleurs dans le Parc naturel de la Sierra et des gorges de Guara et sa zone périphérique de protection, qui font partie du Réseau Natura 2000.
En 2007, l'entrepreneur Victorino Alonso García, propriétaire de la société Fimbas, a engagé des travaux pour niveler le sol de la grotte afin de pouvoir placer des mangeoires et abreuvoirs pour les animaux des terres de chasse. Il a réemployé les volumineux déblais pour construire une digue de rétention des eaux à proximité de la grotte. Pour ces faits, Victorino Alonso García a été condamné en 2016 pour délit sur le patrimoine historique à une peine de prison ferme et à une lourde indemnité à verser à la communauté d'Aragon, la société Fimbas étant condamnée solidairement.